# First Time (Lifehouse)
First Time is een nummer van de Amerikaanse rockband Lifehouse uit 2007. Het is de eerste single van hun vierde studioalbum Who We Are.
Het nummer was vooral succesvol in Amerika. Het haalde de 26e positie in de Billboard Hot 100. In Europa flopte het nummer echter.